# Arecibo-budskabet
Arecibobudskabet var en meddelelse, der blev sendt ud i rummet via frekvensmodulerede radiobølger under en ceremoni ved Arecibo-Observatoriet i Puerto Rico den 16. november 1974. Budskabet blev afsendt mod kuglehoben M13 i stjernebilledet Herkules, cirka 25.000 lysår fra Jorden. M13 blev valgt, da den er stor og forholdsvis tæt på Jorden og kunne ses på himlen på tidspunktet for afsendelsen af budskabet. Selve sendingen tog ca. tre minutter. Sendestyrken var en megawatt på frekvensen 2,38 GHz. Det er en million gange kraftigere end tv-signaler, og kraftigere end Solen i radio-området. Et radioteleskop i M13 burde kunne opfange budskabet, men fordi det ikke blev gentaget, er chancen mikroskopisk.
Det vil tage meddelelsen ca. 25.000 år at nå frem til kuglehoben i Herkules. Ifølge en pressemeddelelse fra Cornell News den 12. november 1999 var hovedformålet med afsendelsen ikke at få kontakt med andre uden-jordiske civilisationer, men at demonstrere det da nyligt installerede udstyr.
Frank Drake, ophavsmanden til Drakes ligning, skrev meddelelsen med hjælp fra Carl Sagan og nogle andre. Budskabet bestod af 397 ettaller og 1282 nuller, i alt 1.679 tegn. 1.679 er produktet af primtallene 23 og 73, og matematik forventes at være det fællessprog, teknisk-videnskabelige civilisationer kan kommunikere med. Budskabet kan danne et rektangulært billede med 23 rækker og 73 kolonner, eller 73 rækker og 23 kolonner. Det første giver ingen mening (lille billede), mens man håber at intelligensvæsener genkender parabolantennen i det andet tilfælde (store billede). Der er en vis sandsynlighed for at modtagere, der kan opfange Arecibo-budskabet, kender til paraboler. Symmetrien i billedet virker også mere tiltrækkende end det førstes tilfældige mønster.
Uanset om den ikke-jordiske civilisation lader etterne være sorte og nullerne være hvide, eller omvendt - eller bruger gul og grøn, eller infrarød og ultraviolet - vil budskabet dukke op. I den vestlige civilisation læser man fra venstre mod højre, på arabisk er det omvendt, og nogle skriftsprog læses nedad. 25 tusind lysår væk kan budskabet tilsvarende præsenteres retvendt, spejlvendt, eller på hovedet. Det er ligegyldigt, da begyndelsen af radiosignalet angiver starten på aflæsningen. Et større problem er hvis intelligensvæsenerne ikke har udviklet øjne, eller andre billeddannende sanser, og fx prøver at lytte sig til noget fornuftigt.

## Meddelelsen

### Binære tal
Meddelelsen består af 1'ere og 0'er, som indgår i det binære talsystem. Et nul i budskabet dækker både over værdien nul og baggrunden, så for at skelne har hvert tal et 'index-felt' nederst (her i hvidt). Det indikerer at her er et tal. Feltet ovenover tæller 20, hvid er et, sort er nul. Næste felt tæller 21, hvid er to, sort er nul. Tilsvarende tæller efterfølgende felter 22 (4) og 23 (8). 23-feltet er rykket til siden.

### Livets grundstoffer
Nederste streg indikerer at der er tale om kemi. Med binære tal står der 1, 6, 7, 8 og 15. Grundstofferne med disse atomnumre er vigtige for jordiske livsformer, og udgør bl.a. bestanddelene i DNA. Det drejer sig om 1) hydrogen (H), 6) carbon (C), 7) nitrogen (N), 8) oxygen (O), og 15) fosfor (P).
Det forudsættes af intelligensvæsenerne at de genkender disse grundstoffer ud fra protonindholdet. Om grundstofferne har samme betydning for dem, er en anden sag.

### DNA's genetiske bogstaver: A, T, C og G
| del 3 — Nukleotiderne i DNA |                   |                   |                     |  |
| Deoxyribose (C5H7O)         | Adenin (C5H4N5)   | Thymin (C5H5N2O2) | Deoxyribose (C5H7O) |  |
| Fosfat (PO4)                |                   |                   | Fosfat (PO4)        |  |
| Deoxyribose (C5H7O)         | Cytosin (C4H4N3O) | Guanin (C5H4N5O)  | Deoxyribose (C5H7O) |  |
| Fosfat (PO4)                |                   |                   | Fosfat (PO4)        |  |
|                             |                   |                   |                     |  |

DNA-sekvensen ATCG. Figurerne læses således; den nederste streg indikerer kemi. Figuren øverst til venstre har med binære tal syv brint (H7), fem kulstof (C5), nul kvælstof, en ilt (O) og nul fosfor. Det giver C5H7O, også kaldet deoxyribose. Tilsvarende med de andre forbindelser. DNA-sekvensen fortsætter ned i dobbeltspiralen.

### DNA's dobbeltspiralstruktur
Hvis DNA er universel, vil modtagerne genkende DNA's dobbeltspiralstruktur (her i blåt). I midten (i hvidt) er der det binære tal 4.294.966.110. Det hentyder til de 4,3 milliarder basepar der er i menneskets kromosomer.

### Mennesker
Vi kan tydeligt se en opretstående humanoid form. For andre er det måske en krybende form med to fremadrettede tentakler (benene), nogle bagluffer (armene) og en kort hale (hovedet). 
Til venstre for figuren er der en lodret, afbrudt streg. Det er en målestok, med det binære tal 14 (skrevet vandret). 14 gange bølgelængden på 12,6 cm giver en gennemsnitshøjde på 176,4 cm.
Til venstre er det binære tal 4.292.853.750, der var Jordens befolkningstal i 1974 (4,3 mia.).

### Vores solsystem
Planeterne i Solsystemet før august 2006, hvor Pluto stadigvæk var en planet. Solen er til venstre i billedet og planeterne er symboliseret med ni gule prikker af varierende størrelser. Jordens prik peger opad mod menneskefiguren.

### Arecibos radioteleskop
Ikke-jordiske modtagere burde nikke genkendende til Arecibos parabolantenne, da de sandsynligvis har modtaget budskabet med en tilsvarende. Ifølge fysikkens love forstærkes et svagt signal med en parabolantenne, og et afsendt signal kan retningsbestemmes. Tegningen af teleskopet er ikke centreret, for at angive tilhørsforholdet til den tredje planet.
Allernederst er der en vandret, afbrudt streg. Det er en målestok for diameteren af Arecibos parabolantenne. Det binære tal (nu aflæst fra højre mod venstre) er 2430, der ganget med bølgelængden 12,6 cm giver diameteren 306,18 m (godt 1000 fod).

## Eksterne links
- Wikimedia Commons har flere filer relateret til Arecibo-budskabet
- SETI's hjemme om Arecibobudskabet
- The Arecibo Message explained Arkiveret 16. juni 2012 hos  Wayback Machine

| Astronomi | Spire Denne artikel om astronomi er en spire som bør udbygges. Du er velkommen til at hjælpe Wikipedia ved at udvide den. |

| Biokemi | Spire Denne biokemiartikel er en spire som bør udbygges. Du er velkommen til at hjælpe Wikipedia ved at udvide den. |